# Чонка Ярослав Васильович
Чонка Ярослав Васильович (28 серпня 1951, с Криве, Закарпатська область — †29 грудня 2014, смт Солотвино) — український лікар-алерголог, канд. мед. наук, багаторічний головний лікар Української алергологічної лікарні МОЗ України (Солотвино), віцепрезидент Постійної комісії зі спелеотерапії при UIS. Автор понад 60 наукових праць.

## Біографія
Народився 28 серпня 1951 року в селі Криве Тячівського району Закарпатської області.
Мати — Грицюк Василина Михайлівна (06 жовтня 1929 — †30 грудня 2006), була наймолодшою з трьох дітей у заможній селянській родині. Вона здобула медичну освіту у Берегівському медичному училищі, а потім — в Ужгороді. Працювала фельдшеркою, згодом — головною лікаркою сільської амбулаторії в Буштині. Ярослав навчався у школі в смт Буштино, а годом вступив і успішно закінчив в 1974 році лікувальний факультет Ужгородського державного університету (нині — Ужгородський національний університет). Працював лікарем-педіатром і терапевтом у Хусті та Тячеві, де був заступником головного лікаря амбулаторі. У 1981 році переїхав до Солотвина де обійняв посаду заступника головного лікаря у Республіканській (згодом Українській) алергологічній лікарні МОЗ України, а з 1994 року обійняв посаду головного лікаря Української алергологічної лікарні.

## Професійна діяльність

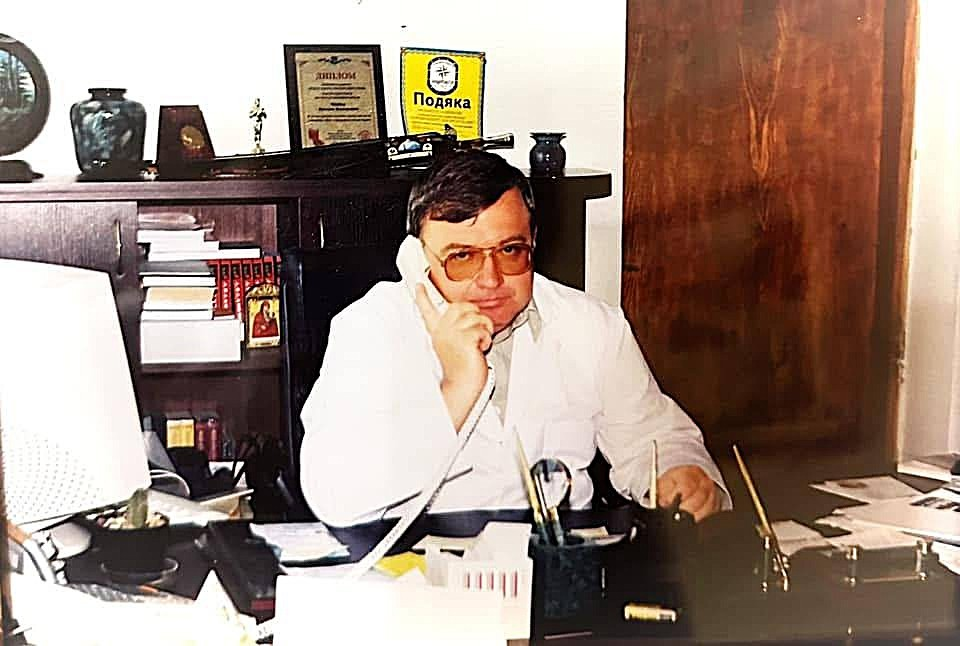
Під час роботи у Солотвині

У 1994—2014 роках очолював Державний заклад «Українська алергологічна лікарня МОЗ України» (Солотвино). Як керівник відповідав за клінічну та наукову роботу лікарні, розвиток спелеотерапії та алергологічної допомоги регіону. Під його керівництвом заклад був представлений у діяльності Постійної комісії зі спелеотерапії Міжнародного союзу спелеології; Чонка обіймав посаду віцепрезидента PCS/CPS-UIS і працював у її робочих групах. Організовував і приймав міжнародні науково-практичні заходи зі спелеотерапії . Має ступінь кандидата медичних наук.

## Наукова діяльність

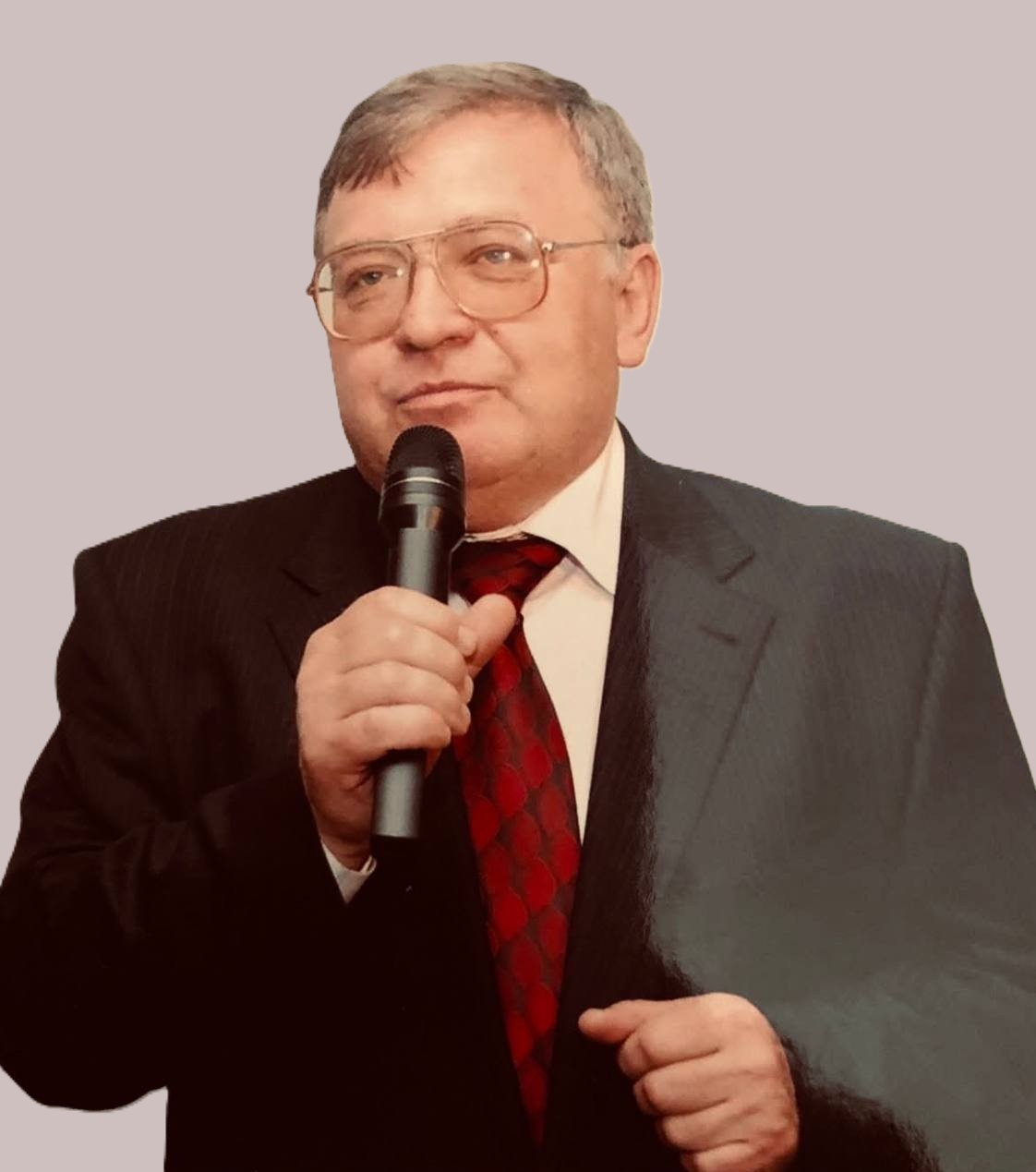
Виступ на науковій конференції

Основний науковий фокус Ярослава Чонки — клінічна алергологія та спелеотерапія, зокрема вплив мікроклімату соляних шахт Солотвина на перебіг бронхіальної астми та інших захворювань дихальних шляхів. Він був кандидатом медичних наук і автором понад 60 публікацій з цих тем. Його праці та доповіді цитують у міжнародних оглядах зі спелеотерапії.
З 2010-х був одним з керівників міжнародної спільноти в цій галузі: обіймав посаду віцепрезидента Постійної комісії зі спелеотерапії Міжнародного союзу спелеології (PCS/CPS-UIS). У матеріалах комісії та бюлетенях UIS він фігурує як віцепрезидент і директор Української алергологічної лікарні в Солотвині; також брав участь у підготовці рішень засідань комісії (зокрема 2013 року).
Регулярно представляв Україну на Міжнародних симпозіумах зі спелеотерапії. На XIV-му симпозіумі (Турда, Румунія, 2012) виступив зі співавторською доповіддю «Розвиток спелеотерапії у Східній Європі» і був відзначений як віцепрезидент PCS/CPS-UIS; за підсумками симпозіуму теж зазначено його організаційну роль у роботі комісії.
Чонка підтримував наукові заходи в Солотвині: зокрема, вітав учасників міжнародної науково-практичної конференції 22–23 жовтня 2013 року, присвяченої 45-річчю української спелеотерапії; у ній взяли участь понад 90 фахівців з різних країн.
У публічних коментарях як керівник солотвинського центру він наголошував, що «соляні кімнати» не відтворюють повноцінно підземний мікроклімат шахт і що лікувальний ефект у Солотвині поєднує природні умови з керованими «камерами штучного клімату».

## Особисте життя
У 1974 році познайомився з Оксаною Олександрівною Больщинською, студенткою медичного факультету (згодом — у шлюбі Чонка). У 1976 році вони одружилися. У подружжя народилось двоє доньок:
- Стойка Олеся Ярославівна (1978 р.н.) — докторка педагогічних наук, професорка кафедри іноземних мов УжНУ. Авторка понад 100 публікацій наукового та навчально-методичного характеру, які опубліковані у вітчизняних і міжнародних рецензованих фахових виданнях.[19]
- Булеза Богдана Ярославівна (1983 р.н.) — лікарка-алергологиня та імунологиня, працює в ЗОКЛ ім. А. Новака та в Алергологічному центрі «PlusMed». Продовжила справу свого батька й сьогодні є однією з провідних фахівчинь у галузі алергології та імунології в Україні. Активно виступає на наукових конференціях, має науковий ступінь PhD.[20][21]

## Смерть
Помер 29 грудня 2014 року в Солотвині. Похований на місцевому цвинтарі в смт Буштино.

## Вшанування
На фасаді Української алергологічної лікарні у Солотвині встановлено меморіальну дошку на честь Ярослава Чонки; внизу викарбувано латинський девіз Consumor aliis inserviendo — «Згораю, служачи іншим».

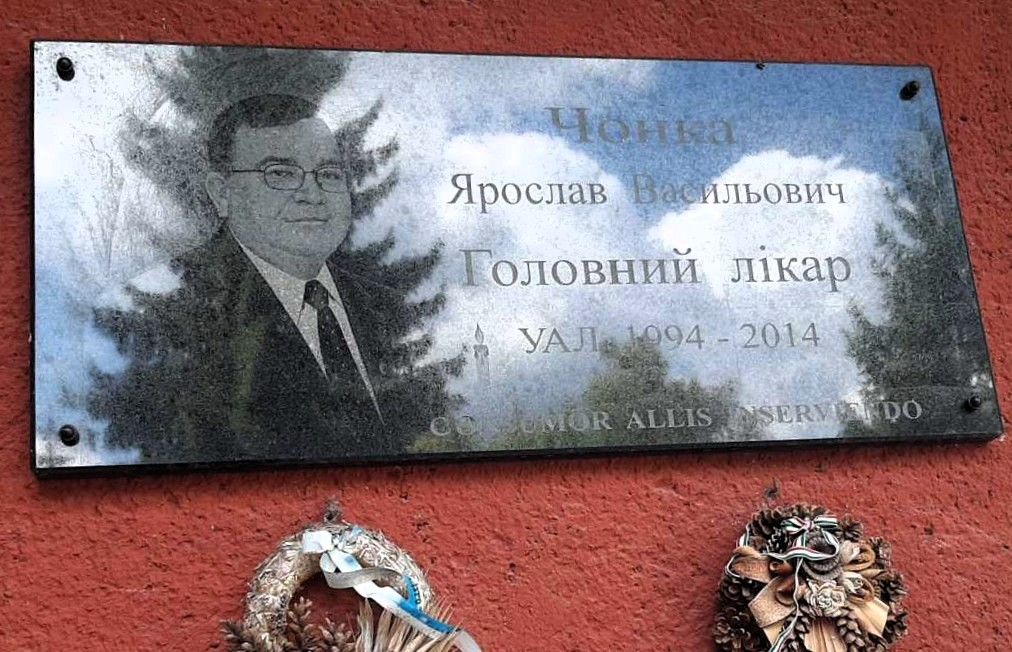
Меморіальна дошка Ярославу Чонці на фасаді Української алергологічної лікарні, Солотвино

Після смерті пам’ять Ярослава Чонки, також вшановано в офіційному бюлетені Міжнародного союзу спелеології (UIS), де опубліковано некролог In memoriam: Yaroslav Chonka.